# 腰抜け二挺拳銃
『腰抜け二挺拳銃』（原題：The Paleface）は、1948年のアメリカ合衆国の映画。『珍道中シリーズ』のボブ・ホープのアクション・コメディ作品。
主題歌の「ボタンとリボン」（ジェイ・リビングストンとレイ・エバンズによる）は、第21回アカデミー賞にてアカデミー歌曲賞を受賞し、AFIのアメリカ映画主題歌ベスト100に選出された。

## キャスト
| 役名                 | 俳優                       | 日本語吹替 |
| -------------------- | -------------------------- | ---------- |
| ピーター・ポッター   | ボブ・ホープ               | 柳沢真一   |
| カラミティ・ジェーン | ジェーン・ラッセル         | 加藤みどり |
| テレス               | ロバート・アームストロング | 青野武     |
| ペッパー             | アイリス・エイドリアン     |            |
| マーティン           | ジャッキー・サール         | 青野武     |
| プレストン           | ボビー・ワトソン           | 千葉耕市   |
| 知事                 | チャールズ・トロウブリッジ |            |
| ハンク・ビリングス   | クレム・ビヴァンス         | 辻村真人   |
| エマーソン長官       | スタンリー・アンドリュース |            |
| ジェブ               | ウェイド・クロスビー       | 立壁和也   |
| グレッグ             | フランク・ハグニイ         | 細井重之   |
| 酋長                 | チーフ・ヨウラチー         | 雨森雅司   |
| 幌馬車の男           | テッド・メイプス           | 槐柳二     |

- 日本語吹替：フジテレビ版・初回放送1972年1月14日『ゴールデン洋画劇場』
  - 制作：東北新社